# Station Lednogóra
Station Lednogóra is een spoorwegstation in de Poolse plaats Lednogóra.